# Marija Pudowkina
Marija Olehiwna Pudowkina (ukrainisch Марія Олегівна Пудовкіна, englische Transkription: Mariya Pudovkina; * 19. März 1996) ist eine ukrainische Billardspielerin aus Dnipro, die in der Billardvariante Russisches Billard antritt.
Sie wurde 2015 als bislang einzige Ukrainerin Weltmeisterin in der Disziplin Freie Pyramide. Daneben wurde die viermalige ukrainische Meisterin 2013 Jugendeuropameisterin und 2014 EM-Dritte bei den Damen.

## Karriere
Im Alter von 12 Jahren nahm Pudowkina 2008 erstmals an der Jugendeuropameisterschaft und an der ukrainischen Meisterschaft der Erwachsenen teil, schied aber jeweils frühzeitig aus.
Anfang 2009 gewann sie ihren ersten von insgesamt neun ukrainischen Jugendmeistertiteln. Wenig später gab sie ihr Europacupdebüt und schied in der Vorrunde aus, es blieb ihre einzige Europacupteilnahme. In der zweiten Jahreshälfte 2009 erzielte sie ihre ersten Achtungserfolge bei den Erwachsenen; in der Dynamischen Pyramide gewann sie bei der nationalen Meisterschaft die Bronzemedaille, im ukrainischen Pokal gelang ihr erstmals der Einzug ins Finale, in dem sie gegen Sarjana Prytuljuk mit 3:5 verlor, und im November nahm sie im russischen Iskitim zum ersten Mal an der Freie-Pyramide-WM teil, bei der sie gegen Kazjaryna Perepetschajewa eines ihrer drei Vorrundenspiele gewann.
Im Januar 2010 folgte ihre zweite Bronzemedaille bei einer nationalen Meisterschaft, diesmal in der Disziplin Kombinierte Pyramide. Nach einer weiteren Pokal-Finalniederlage gegen Sarjana Prytuljuk (1:5) gelangte Pudowkina in der Dynamischen Pyramide zum ersten Mal ins Endspiel einer ukrainischen Meisterschaft und musste sich dort Aljona Afanassjewa mit 1:5 geschlagen geben. Bei der Jugendweltmeisterschaft 2010 erreichte sie das Viertelfinale, in dem sie der späteren Weltmeisterin Diana Mironowa unterlag. Bei der Damen-WM im Oktober 2010 gelangte sie ins Achtelfinale. Im ukrainischen Pokal musste sie wenig später ihre dritte Finalniederlage hinnehmen, diesmal gegen Marija Turtschyna (0:4). Am Jahresende schied sie bei der Europameisterschaft in der Vorrunde und beim Finalturnier des ukrainischen Pokals im Viertelfinale aus.
Das Jahr 2011 startete für Pudowkina wenig erfolgreich. Bei den ukrainischen Meisterschaften 2011 kam sie nicht über die Vorrunde hinaus, ebenso bei der Jugend-EM. Nachdem sie im Sommer gemeinsam mit Jewhen Talow und Mykyta Wolyk Zweite bei der ukrainischen Mannschaftsmeisterschaft geworden war, gelangte sie bei der Jugend-WM erneut ins Viertelfinale und musste anschließend bei den Erwachsenen das Vorrundenaus hinnehmen. Im Dezember erzielte sie im Finale gegen Anna Kljestowa mit 4:1 ihren ersten Pokalsieg.
Anfang 2012 musste Pudowkina drei Finalniederlagen hinnehmen. Zunächst unterlag sie im Pokal Anna Kljestowa mit 3:5 und wenig später verlor sie bei den ukrainischen Meisterschaft gegen Wiktorija Iwanowa mit 2:4 (Kombinierte Pyramide) und Natalija Kossjak mit 0:4 (Dynamische Pyramide). Bei den Europameisterschaften 2012 erreichte sie bei den Jugendlichen das Viertelfinale und schied bei den Erwachsenen in der Vorrunde aus. Im Juni wurde sie gemeinsam mit Artem Mojissejenko und Mykyta Wolyk ukrainische Mannschaftsmeisterin. Im September schied sie in Sudak bei ihrer ersten Weltcupteilnahme in der Vorrunde aus. Nach einer 4:5-Finalniederlage gegen Anastassija Kowalenko im Pokal erreichte Pudowkina bei der Freie-Pyramide-WM zum zweiten Mal das Achtelfinale und verlor gegen Darja Michailowa. Im November 2012 wurde bei den Damen zum ersten Mal die Weltmeisterschaft in der Dynamischen Pyramide ausgetragen, bei der Pudowkina unter anderem Wijaleta Klimawa besiegte und erstmals in ein WM-Viertelfinale einzog, in dem sie der Russin Natalija Kornewa unterlag. Wenig später gelangte sie beim Finalturnier des ukrainischen Pokals ins Endspiel, in dem sie sich Anastassija Kowalenko mit 3:4 geschlagen geben musste.
Im März 2013 gewann Pudowkina durch einen 4:2-Sieg gegen Anastassija Kowalenko zum zweiten Mal ein Turnier des ukrainischen Pokals. Einen Monat später wurde sie im Endspiel gegen Anastassija Swerinzewa (4:0) Jugendeuropameisterin. Auf nationaler Ebene folgten zwei Finalniederlagen; bei der Freie-Pyramide-Meisterschaft gegen Wiktorija Iwanowa (3:4) und im Pokal gegen Sarjana Prytuljuk (1:5) sowie eine Halbfinalniederlage im Pokal. Daneben nahm sie erstmals am Moskauer Bürgermeisterpokal teil, bei dem sie die Runde der letzten 32 erreichte. Bei der Freie-Pyramide-WM 2013 erreichte sie das Achtelfinale, in dem sie der späteren Finalistin Kazjaryna Perepetschajewa unterlag. Im Oktober gewann sie die Bronzemedaille bei der ukrainischen Meisterschaft in der Dynamischen Pyramide und bei der Jugend-WM, bei der sie im Halbfinale an der späteren Weltmeisterin Diana Mironowa scheiterte. Im Dezember 2013 gewann sie durch einen 4:0-Endspielsieg gegen Anastassija Kowalenko zum ersten Mal das Finalturnier des ukrainischen Pokals.
Auch das Auftaktturnier des Pokals 2014 gewann Pudowkina, diesmal im Finale gegen Wlada Kudizka (4:2), bevor sie beim zweiten Turnier im Viertelfinale ausschied. Im Juli 2014 erzielte sie ihren bis dahin größten Erfolg, als sie bei der Europameisterschaft unter anderem die amtierende Weltmeisterin Olga Milowanowa besiegte und das Halbfinale erreichte, in dem sie Anastassija Kowalenko mit 3:5 unterlag. Bei der Jugend-WM 2014 zog sie ins Endspiel ein, in dem sie sich der Titelverteidigerin Diana Mironowa mit 2:5 geschlagen geben musste. Wenig später wurde sie in der Freien Pyramide zum ersten Mal ukrainische Meisterin, nachdem sie sich im Finale gegen Sarjana Prytuljuk knapp mit 5:4 durchgesetzt hatte. Bei der Weltmeisterschaft scheiterte sie kurz darauf zum dritten Mal in Folge im Achtelfinale, diesmal an Kristina Saltowskaja.
2015 verlor Pudowkina auf nationaler Ebene drei Endspiele in Folge gegen Anastassija Kowalenko – bei der Kombinierte-Pyramide-Meisterschaft mit 2:4, im Pokal mit 1:5 und bei der Dynamische-Pyramide-Meisterschaft mit 1:4 –, bevor sie im November bei der Freie-Pyramide-Meisterschaft ihren Titel gegen Tetjana Tutschak mit 5:4 verteidigte. Im Dezember 2015 zog Pudowkina unter anderem durch Siege gegen Titelverteidigerin Diana Mironowa und Aljaksandra Hisels als vierte Ukrainerin ins Finale der Freie-Pyramide-WM ein, in dem sie die Russin Olga Milowanowa mit 5:2 besiegte und somit als erste Ukrainerin und als zweite nicht aus Russland stammende Spielerin Weltmeisterin wurde.
Nachdem sie im Endspiel gegen Anastassija Kowalenko (5:4) das Auftaktturnier des ukrainischen Pokals 2016 gewonnen hatte, belegte Pudowkina im Februar beim Superfinale der Weltmeisterschaften, einem Einladungsturnier in Jugorsk mit den vier besten Teilnehmerinnen der Weltmeisterschaften 2015, den dritten Platz. Kurz darauf folgten im Weltcup zwei frühe Niederlagen. Im Mai wurde sie zum ersten Mal ukrainische Meisterin in der Dynamischen Pyramide, nachdem sie im Finale Polina Kusnytschenko mit 4:2 besiegt hatte. Bei der Freie-Pyramide-Meisterschaft hingegen schied sie nach zwei Titeln in Folge nun im Halbfinale gegen Schanna Schmattschenko aus. Im Oktober gewann sie zum sechsten Mal ein Pokalturnier. Wenig später schied sie bei der Weltmeisterschaft als Titelverteidigerin im Achtelfinale gegen Anastassija Kowalenko aus. Es war ihre bislang letzte WM-Teilnahme. Am Jahresende gelangte sie beim Pokal-Finalturnier ins Halbfinale.
In den folgenden Jahren spielte Pudowkina weniger Turniere und diese ausschließlich in der Ukraine. Anfang 2017 gewann sie durch einen 5:0-Finalsieg gegen Ljubow Schyhajlowa zum siebten Mal ein Pokalturnier. Dies blieb in diesem Jahr ihr bestes Ergebnis auf nationaler Ebene. Lediglich bei der Dynamische-Pyramide-Meisterschaft kam sie mit dem Gewinn der Bronzemedaille über das Viertelfinale hinaus. 2018 gewann sie ein kleineres Turnier in Kiew und gelangte bei der erstmals ausgetragenen nationalen Meisterschaft im Triathlon aus den drei Disziplinen ins Endspiel, in dem sie Anna Kljestowa mit 0:2 unterlag. In den Meisterschaften der einzelnen Disziplinen kam sie hingegen nicht über den fünften Platz hinaus.
2019 zog Pudowkina in der ukrainischen Meisterschaft in der Dynamischen Pyramide ins Finale ein und verlor mit 1:4 gegen Anastassija Kowalenko. Nachdem sie im Pokal eine Bronzemedaille errungen hatte, gewann sie im Oktober 2019 zum dritten Mal die Meisterschaft in der Freien Pyramide und wurde damit zur Rekordsiegerin in dieser Disziplin.
Im Juli 2020 gelangte Pudowkina in der Kombinierten Pyramide zum dritten Mal ins Endspiel der ukrainischen Meisterschaft, in dem sie sich jedoch der 15-jährigen Jana Wassylowa mit 3:4 geschlagen geben musste, wobei das Entscheidungsspiel erst mit der fünfzehnten Kugel entschieden wurde.
Im folgenden Jahr verlor sie bei der Dynamische-Pyramide-Meisterschaft im Finale mit 3:4 gegen Anna Kljestowa.
Anfang 2022 verpasste sie im ukrainischen Pokal knapp das Halbfinale.

## Erfolge
Einzelerfolge
| Ergebnis   | Jahr   | Turnier                                | Finalgegnerin           | Endstand |
| ---------- | ------ | -------------------------------------- | ----------------------- | -------- |
| Finalistin | 2009   | Ukrainischer Pokal (Fr. Pyr.)          | Sarjana Prytuljuk       | 3:5      |
| Finalistin | 2010/1 | Ukrainischer Pokal (Fr. Pyr.)          | Sarjana Prytuljuk       | 1:5      |
| Finalistin | 2010   | Ukrainische Meisterschaft (Dyn. Pyr.)  | Aljona Afanassjewa      | 1:5      |
| Finalistin | 2010/3 | Ukrainischer Pokal (Fr. Pyr.)          | Marija Turtschyna       | 0:4      |
| Siegerin   | 2011   | Ukrainischer Pokal (Fr. Pyr.)          | Anna Kljestowa          | 4:1      |
| Finalistin | 2012/1 | Ukrainischer Pokal (Fr. Pyr.)          | Anna Kljestowa          | 3:5      |
| Finalistin | 2012   | Ukrainische Meisterschaft (Komb. Pyr.) | Wiktorija Iwanowa       | 2:4      |
| Finalistin | 2012   | Ukrainische Meisterschaft (Dyn. Pyr.)  | Natalija Kossjak        | 0:4      |
| Finalistin | 2012/3 | Ukrainischer Pokal (Fr. Pyr.)          | Anastassija Kowalenko   | 4:5      |
| Finalistin | 2012/F | Ukrainischer Pokal (Fr. Pyr.)          | Anastassija Kowalenko   | 3:4      |
| Siegerin   | 2013/1 | Ukrainischer Pokal (Fr. Pyr.)          | Anastassija Kowalenko   | 4:2      |
| Siegerin   | 2013   | Jugendeuropameisterschaft (Fr. Pyr.)   | Anastassija Swerinzewa  | 4:0      |
| Finalistin | 2013   | Ukrainische Meisterschaft (Fr. Pyr.)   | Wiktorija Iwanowa       | 3:4      |
| Finalistin | 2013/2 | Ukrainischer Pokal (Fr. Pyr.)          | Sarjana Prytuljuk       | 1:5      |
| Siegerin   | 2013/F | Ukrainischer Pokal (Fr. Pyr.)          | Anastassija Kowalenko   | 4:0      |
| Siegerin   | 2014/1 | Ukrainischer Pokal (Fr. Pyr.)          | Wlada Kudizka           | 4:2      |
| Finalistin | 2014   | Jugendweltmeisterschaft (Fr. Pyr.)     | Diana Mironowa          | 2:5      |
| Siegerin   | 2014   | Ukrainische Meisterschaft (Fr. Pyr.)   | Sarjana Prytuljuk       | 5:4      |
| Finalistin | 2015   | Ukrainische Meisterschaft (Komb. Pyr.) | Anastassija Kowalenko   | 2:4      |
| Finalistin | 2015   | Ukrainischer Pokal (Fr. Pyr.)          | Anastassija Kowalenko   | 1:5      |
| Finalistin | 2015   | Ukrainische Meisterschaft (Dyn. Pyr.)  | Anastassija Kowalenko   | 1:4      |
| Siegerin   | 2015   | Ukrainische Meisterschaft (Fr. Pyr.)   | Tetjana Tutschak        | 5:4      |
| Siegerin   | 2015   | Weltmeisterschaft (Freie Pyramide)     | Olga Milowanowa         | 5:2      |
| Siegerin   | 2016/1 | Ukrainischer Pokal (Fr. Pyr.)          | Anastassija Kowalenko   | 5:4      |
| Siegerin   | 2016   | Ukrainische Meisterschaft (Dyn. Pyr.)  | Polina Kusnytschenko    | 4:2      |
| Siegerin   | 2016/3 | Ukrainischer Pokal (Fr. Pyr.)          | Natalja Ryssuchina      | (4:0) 1  |
| Siegerin   | 2017/1 | Ukrainischer Pokal (Fr. Pyr.)          | Ljubow Schyhajlowa      | 5:0      |
| Finalistin | 2018   | Ukrainische Meisterschaft (Triathlon)  | Anna Kljestowa          | 0:2      |
| Finalistin | 2019   | Ukrainische Meisterschaft (Dyn. Pyr.)  | Anastassija Kowalenko   | 1:4      |
| Siegerin   | 2019   | Ukrainische Meisterschaft (Fr. Pyr.)   | Chrystyna Schewtschenko | (4:0) 1  |
| Finalistin | 2020   | Ukrainische Meisterschaft (Komb. Pyr.) | Jana Wassylowa          | 3:4      |
| Finalistin | 2021   | Ukrainische Meisterschaft (Dyn. Pyr.)  | Anna Kljestowa          | 3:4      |

Mannschaftserfolge
| Ergebnis   | Jahr | Turnier                   | Teampartner                     | Finalgegner                                             | Endstand |
| ---------- | ---- | ------------------------- | ------------------------------- | ------------------------------------------------------- | -------- |
| Finalistin | 2011 | Ukrainische Meisterschaft | Mykyta Wolyk Jewhen Talow       | Danylo Besuhlow Wadym Korjahin Sarjana Prytuljuk        | 0:3      |
| Siegerin   | 2012 | Ukrainische Meisterschaft | Mykyta Wolyk Artem Mojissejenko | Dmytro Biloserow Walerija Wassyljewa Wladyslaw Kossohow | 3:0      |

## Teilnahmen an Weltmeisterschaften
| Disziplin            | 2009              | 2010              | 2011              | 2012              | 2013              | 2014              | 2015              | 2016  | 2017  | 2018  | 2019  | 2020  | 2021  |
| -------------------- | ----------------- | ----------------- | ----------------- | ----------------- | ----------------- | ----------------- | ----------------- | ----- | ----- | ----- | ----- | ----- | ----- |
| Freie Pyramide       | R                 | AF                | R                 | AF                | AF                | AF                | S                 | AF    | n. a. | –     | –     | n. a. | –     |
| Dynamische Pyramide  | n. a.             | n. a.             | n. a.             | VF                | n. a.             | n. a.             | –                 | n. a. | n. a. | –     | n. a. | n. a. | n. a. |
| Kombinierte Pyramide | nicht ausgetragen | nicht ausgetragen | nicht ausgetragen | nicht ausgetragen | nicht ausgetragen | nicht ausgetragen | nicht ausgetragen | –     | –     | n. a. | –     | n. a. | n. a. |

| Legende | Legende                               |
| ------- | ------------------------------------- |
| S       | Siegerin                              |
| F       | Finalistin                            |
| HF      | Halbfinalistin                        |
| VF      | Viertelfinalistin                     |
| AF      | Achtelfinalistin                      |
| LX      | Niederlage in der Runde der letzten X |
| R2      | Niederlage in Runde 2                 |
| R       | Vorrundenaus/Niederlage in Runde 1    |
| –       | nicht teilgenommen                    |
| n. a.   | nicht ausgetragen                     |